# Oliver Ellsworth

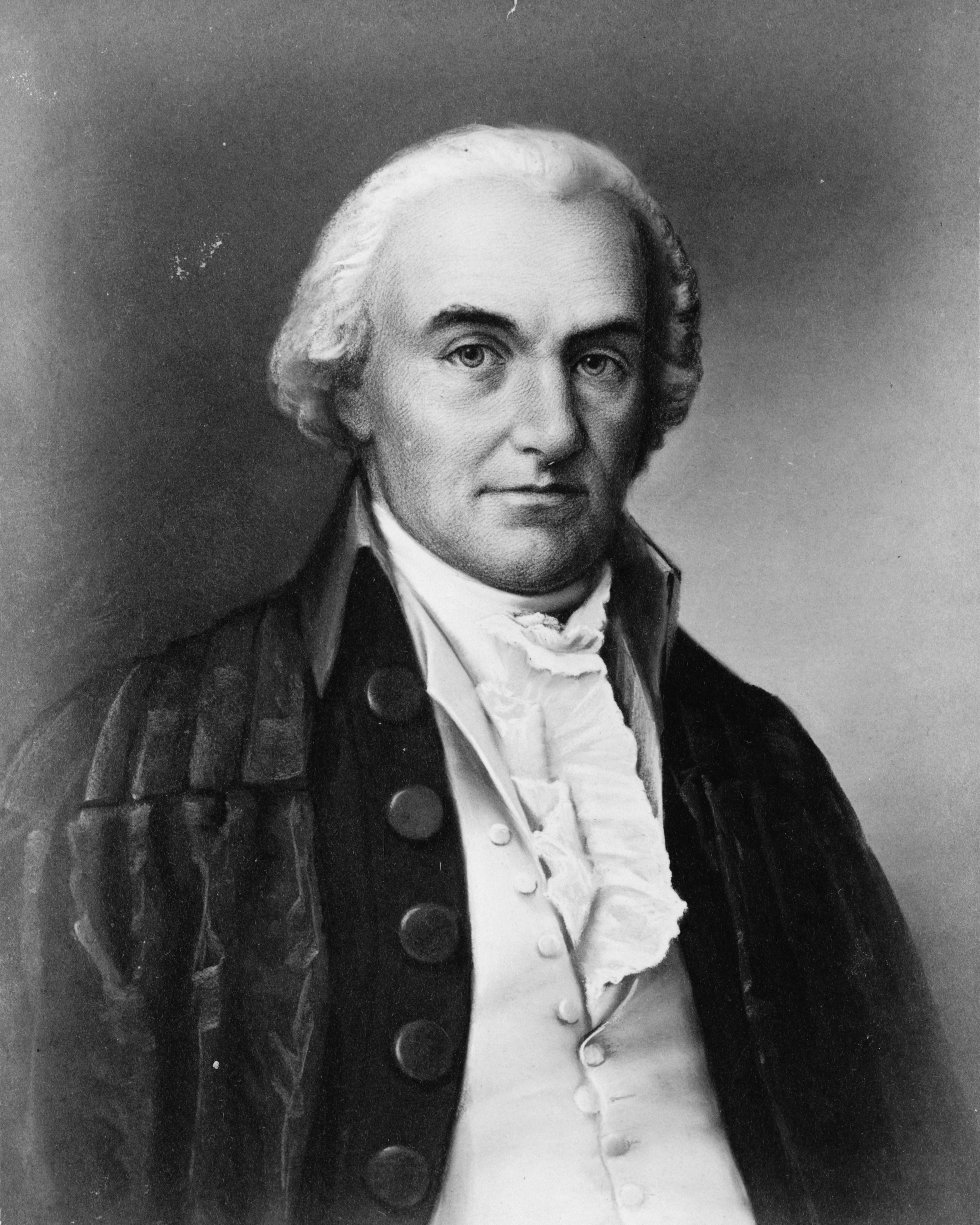
Oliver Ellsworth

Oliver Ellsworth (* 29. April 1745 in Windsor, Hartford County, Colony of Connecticut; † 26. November 1807 ebenda) war ein amerikanischer Jurist und Politiker. Er kämpfte im Amerikanischen Unabhängigkeitskrieg gegen die Briten, war einer der Verfasser der Unabhängigkeitserklärung der Vereinigten Staaten und dritter Chief Justice of the United States.

## Familie

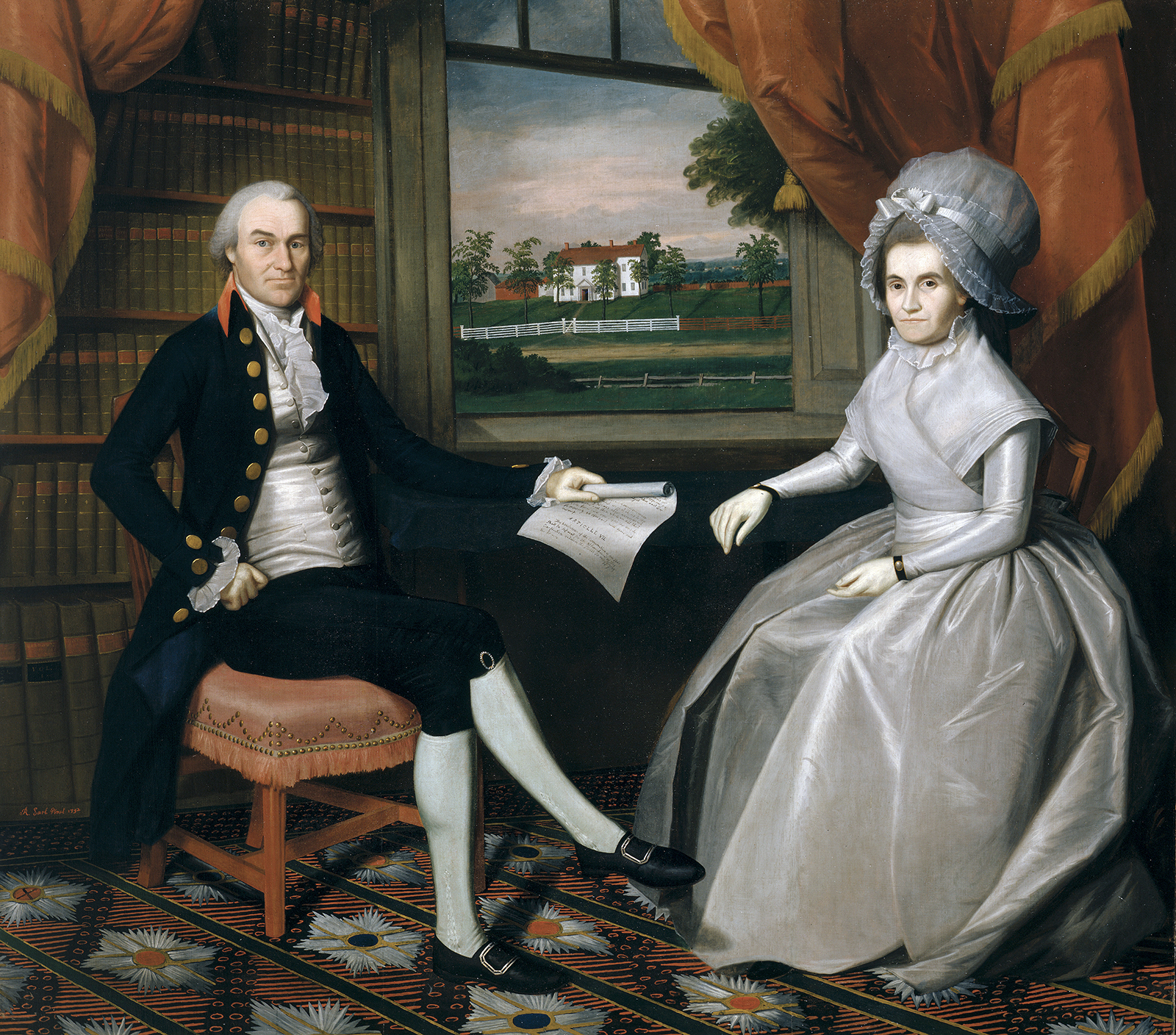
Oliver und Abigail Wolcott Ellsworth

Oliver Ellsworth wurde in Windsor als Sohn von David und Jemima Leavitt Ellsworth geboren.
1762 begann er sein Studium der Theologie an der Yale University, wechselte jedoch am Ende des zweiten Jahres an das College of New Jersey, die heutige Princeton University. Nach seinem Abschluss begann er, sich für Rechtswissenschaft zu interessieren. Nach einem vierjährigen Studium erhielt Ellsworth 1771 die Anwaltszulassung.
1772 heiratete er Abigail Wolcott, mit der er neun Kinder hatte, darunter die Zwillinge William W. Ellsworth und Henry Leavitt Ellsworth (Gründer des Versicherungskonzerns Aetna).

## Amerikanischer Unabhängigkeitskrieg
Ellsworth unterhielt eine erfolgreiche Anwaltskanzlei, bevor er 1777 Staatsanwalt für den Bereich des Hartford County wurde. Noch im selben Jahr wurde er als Vertreter Connecticuts für den Kontinentalkongress bestimmt, an dem er bis 1783 teilnahm. Zudem war Ellsworth für den Staat Connecticut auch im Unabhängigkeitskrieg aktiv. So war er ab 1777 Mitglied des Committee of Appeals, dem Vorläufer des heutigen Obersten Gerichtshofes der Vereinigten Staaten.
1779 wurde er in das Sicherheitskomitee von Connecticut berufen, das sämtliche Aktivitäten der Streitkräfte überwachte. Seine erste Richtertätigkeit nahm er am Connecticut Supreme Court of Errors im Jahr 1784 auf. Von dort wechselte er schon bald zum Connecticut Superior Court.

## Arbeit an der Verfassung
Am 28. Mai 1787 schloss sich Ellsworth zusammen mit Roger Sherman und William Samuel Johnson als Abgesandter Connecticuts der Philadelphia Convention an. Über die Hälfte der Teilnehmer waren Juristen, viele mit Erfahrungen als Richter. Ellsworth nahm aktiv an den am 20. Juni 1769 beginnenden Verhandlungen teil.
Bereits am 30. Mai 1787 hatte Edmund Randolph eine „Bundesregierung“ mit einem exekutiven, einem legislativen und einem judikativen Zweig ausgerufen. Ellsworth unterstützte dieses System der Gewaltenteilung. Auch schlug er vor, für die neugegründete Nation den Namen Vereinigte Staaten zu verwenden, der bereits von den Verfassern der Unabhängigkeitserklärung und der Konföderationsartikel benutzt worden war. Dieser Name setzte sich schließlich durch und wurde in die abschließende Fassung aufgenommen.
Ellsworth spielte jedoch auch bei der Lösung der Frage, wie in den neuen Vereinigten Staaten die gesetzgebende Gewalt organisiert werden sollte, eine große Rolle. Zusammen mit Roger Sherman trug er entscheidend zum Connecticut-Kompromiss bei. Zusammen mit James Wilson, John Rutledge, Edmund Randolph und Nathaniel Gorham war Ellsworth in jenem Komitee, das auf Basis von bereits getroffenen Entschließungen der Abgesandten den ersten Entwurf der Verfassung erarbeitete. Hierfür wurde die Versammlung vom 26. Juli bis 6. August 1787 unterbrochen.
Obwohl Ellsworth die Versammlung am 23. August 1787 aus geschäftlichen Gründen verließ und daher das Abschlussdokument nicht unterzeichnete, verfasste er die Letters of a Landholder, um die Ratifikation der Verfassung zu unterstützen.

## Erfolge als Politiker
Von 1789 bis 1796 war Ellsworth neben William Samuel Johnson einer der beiden ersten US-Senatoren des Staates Connecticut. Nach der Wahl 1788 hatte er das Los für die verkürzte Amtszeit von zwei Jahren gezogen, wurde aber 1790 oder 1791 wiedergewählt. In dieser Zeit hatte er die Funktion des Majority Leader inne. Laut John Adams war er „die sicherste Säule in der Regierung Washingtons.“ Aber es gab auch kritische Stimmen. So bemängelte beispielsweise William Maclay, Senator aus Pennsylvania, dass Ellsworth immer wieder auf Verhandlungen innerhalb des Senats setze, die öffentliche Debatte jedoch scheue er. Tatsächlich führte der Senat in den ersten fünf Jahren seiner Existenz keinerlei Aufzeichnungen über die Sitzungen. Auch waren, im Gegensatz zum Repräsentantenhaus, keine Zuschauer zu den Sitzungen zugelassen.
Ellsworths erstes Vorhaben im Senat war die Verabschiedung des Judiciary Act, der den Instanzenzug innerhalb der amerikanischen Rechtsprechung festlegt. Den wichtigen 25. Abschnitt verfasste Ellsworth wohl selbst. In diesem wird dem Obersten Gerichtshof die Befugnis zugesprochen, Entscheidungen eines obersten Gerichts eines der Bundesstaaten aufzuheben, sofern sie sich auf Landesgesetze stützen, die mit der Verfassung nicht vereinbar sind. Solche Gesetze können vor dem Obersten Gerichtshof angegriffen werden, der sie dann für verfassungswidrig erklären kann.
Nachdem der Judiciary Act verabschiedet war, setzte sich Ellsworth für die Verabschiedung des Bill of Rights ein. Zusammen mit dem Judiciary Act wurde die Verfassung so erst richtig griffig. Während den Bundesstaaten eine gewisse Souveränität zugebilligt wurde, verhinderten die Bestimmungen des Bill of Rights den Missbrauch ebendieser Souveränität gegenüber dem Bürger.
Auch im Bereich der Wirtschaftsförderung war Ellsworth gesetzgeberisch aktiv. Er unterstützte den Wirtschaftsplan Alexander Hamiltons, der unter anderem Regelungen zur Finanzierung der Staatsverschuldung und zur Gründung der First Bank of the United States enthielt.
Ein Jahr vor Ablauf seiner Amtszeit im Senat trat Ellsworth am 8. März 1796 zurück, um das Amt als Oberster Bundesrichter anzutreten.

## Ellsworth als oberster Bundesrichter und späteres Leben
Im Frühjahr 1796 wurde Ellsworth zum Präsidenten des Obersten Gerichtshofs der USA ernannt. Seine nur bis 1800 dauernde Amtszeit wurde jedoch von den Verdiensten seines Nachfolgers John Marshall überschattet. Obwohl man ihn als „Bereicherung für den Gerichtshof“ bezeichnete, gab er sein Amt nach nur vier Jahren wegen ständiger, quälender Schmerzen wieder auf.
1796 trat Ellsworth als Kandidat für das Präsidentenamt an und erhielt 11 Stimmen.
Als bevollmächtigter Vertreter der Vereinigten Staaten leitete er in den Jahren 1799 bis 1800 eine Delegation zu Beilegung von Handelsstreitigkeiten mit der Regierung Napoléons und konnte eine militärische Auseinandersetzung mit Frankreich verhindern. Jedoch warfen ihm seine Landsleute vor, bei den Verhandlungen zu nachgiebig gewesen zu sein. Zudem erkrankte er auf der Überfahrt von Europa schwer. Deshalb zog er sich nach seiner Rückkehr 1801 aus dem öffentlichen Leben zurück. Trotz allem arbeitete er noch bis zu seinem Tod 1807 als Berater von Gouverneur Jonathan Trumbull. 1803 wurde Ellsworth in die American Academy of Arts and Sciences gewählt.
Beigesetzt ist Ellsworth auf dem Friedhof der First Congregational Church of Windsor.

## Hinterlassenschaft
Es wird spekuliert, dass die Verhandlungen Ellsworths mit Napoléon zum Louisiana Purchase 1803 führten.
Im Rückblick erscheint die Rolle, die Ellsworth bei der Gründung der Vereinigten Staaten gespielt hat, als sehr wichtig. Dass er von den Geschichtsschreibern trotz allem oftmals übersehen wird, mag vor allem daran liegen, dass er sich selbst nicht als Führungspersönlichkeit hervortat, sondern vielmehr im Hintergrund agierte. Aus diesem Grund ist Ellsworth heute nur wenigen bekannt. Die einzig verfügbare Biographie von William Garrott Brown wurde 1970 neu aufgelegt.
Ellsworths Söhne folgten ihrem Vater in den öffentlichen Dienst. William W. Ellsworth heiratete die Tochter von Noah Webster und wurde Gouverneur von Connecticut. Sein Zwillingsbruder Henry Leavitt Ellsworth wurde Bürgermeister von Hartford, arbeitete im Patentamt der Vereinigten Staaten und war Präsident des Versicherungskonzerns Aetna.
1800 wurde die Stadt Ellsworth in Maine nach ihm benannt. Im Jahre 1942 wurde die Oliver Ellsworth, ein Frachtschiff der Liberty-Klasse nach ihm benannt.

## Nachweise
- Max Farrand, David Maydole Matteson (Hrsg.): The records of the Federal convention of 1787. Ein Werk in 4 Bänden. Yale University Press, New Haven 1911, LCCN 11-005506, OCLC 183212557 (englisch).
- William Garrott Brown: The Life of Oliver Ellsworth. Nachdruck des Originals von 1905. Da Capo Press, New York 1970, ISBN 0-306-71940-1 (englisch, 369 S.).
- William R. Casto: The Supreme Court in the early republic: the chief justiceships of John Jay and Oliver Ellsworth. University of South Carolina Press, Columbia SC 1995, ISBN 1-57003-033-2 (englisch, 267 S.).
- Richard Streb: 1787 Constitutional Convention: The First Senate of the United States 1789–1795 (= Roots of the Republic. Vol. 3). Grolier Educational, Danbury CT 1996, ISBN 0-7172-7612-0 (englisch, 161 S.).
- William R. Casto: Oliver Ellsworth and the creation of the federal republic. Second Circuit Committee on History and Commemorative Events, New York 1997, ISBN 0-9618400-2-1 (englisch, 151 S.).
- James Brown Scott (Hrsg.): James Madison’s notes of debates in the Federal Convention of 1787 and their relation to a more perfect society of nations. Nachdruck des Originals von 1918. Lawbook Exchange, Union NJ 2001, ISBN 1-58477-164-X (englisch, 149 S.).
- James Brown Scott: The United States of America: a study in international organization. Nachdruck des Originals von 1920. Lawbook Exchange, Union NJ 2002, ISBN 1-58477-171-2 (englisch, 605 S.).